# Submarino porta-aviões

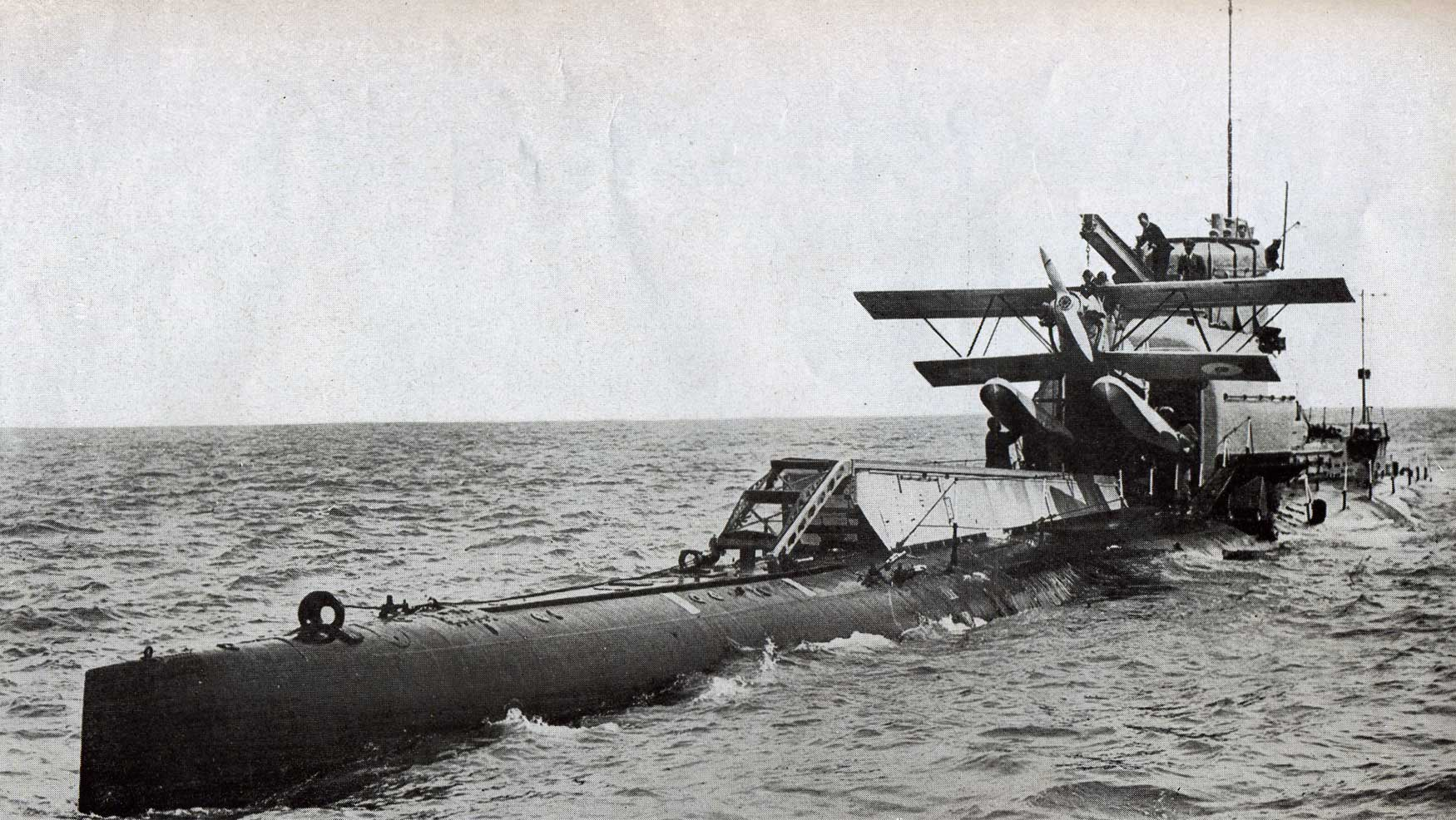
Submarino porta-aviões britânico HMS M2.

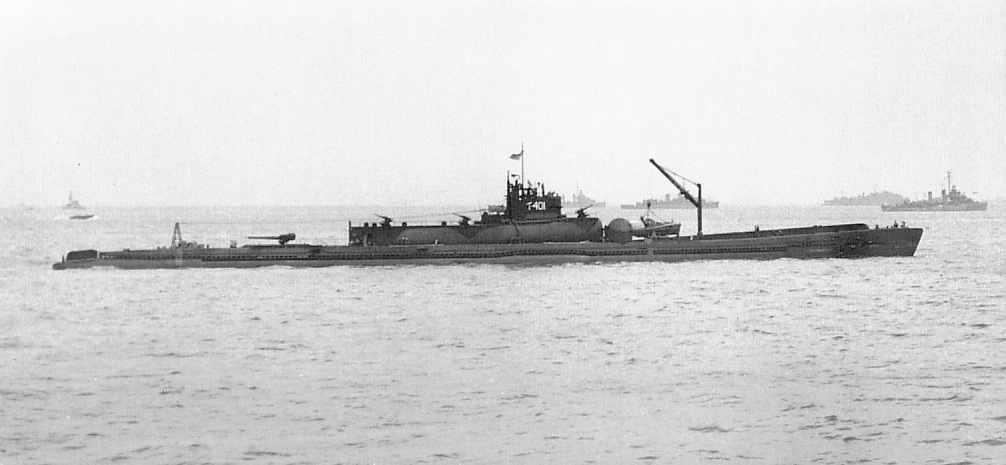
Classe Sen Toku I-400

Submarino porta-aviões é um navio-aeródromo submersível. Pode navegar submerso como um submarino e transportar aeronaves como um porta-aviões.

## Origem
Apareceu pela primeira vez na I Guerra Mundial, segundo relatórios de combates verificados e modelos em escala, no museu do Arsenal de Marinha do Brasil, em combate real; uma vez que a Marinha do Brasil participou daquele conflito.
Esses barcos submarinos, transportavam de um a dois hidroaviões biplanos, que podiam pousar e levantar voo da água do mar, esses aviões do tipo de caça-bombardeiros e torpedeiros; alguns mineiros. Eram muito utilizados na época.
Os aviões eram transportados no interior, nos porões dos submarinos, pois as asas desses aviões eram dobráveis e eram içados através de guindastes, para o interior (no seu transporte) e para o exterior do submarino (para fins operacionais).
A operacionalização dos aviões necessariamente eram sempre externas ao submarino, quando as asas eram ajustadas para o voo, desdobradas, e o piloto e copiloto se instalavam na carlinga desses aviões, após serem devidamente armados, então, para iniciar a operação naval. Sendo essa operação naval de torpedeamento, bombardeio, instalação de minas em campos - minados, definidos no teatro de operações e outras operações militares - navais.